# وسیولی (شهرستان پروخوروفسکی، استان بلگورود)
وسیولی (انگلیسی: Vesyoly, Prokhorovsky District, Belgorod Oblast) یک شهرک در بخش پروخوروفسکی استان بلگورود کشور روسیه است.